# Trilogia degli elfi scuri
La Trilogia degli elfi scuri è una serie di romanzi scritta da Robert Anthony Salvatore e pubblicata come raccolta (solo in Italia) dalla casa editrice Armenia Edizioni, le traduzioni in italiano sono state curate da Nicoletta Spagnol.

## Trama
La trilogia è composta dai seguenti libri:
- Il dilemma di Drizzt (Homeland): Durante un attacco che porta alla distruzione di Casa DeVir, nasce Drizzt Do'Urden, uno strano Drow con gli occhi viola, terzogenito (anche se per pochissimo) della casata Do'Urden. Egli dovrà crescere in una società malvagia e caotica completamente estranea al suo modo di essere.[1]
- La fuga di Drizzt (Exile): Sono passati ormai dieci anni da quando Drizzt ha abbandonato la società sotterranea di Menzoberranzan, vivendo in solitudine nel Buio Profondo con la sola compagnia di Guenhwyvar. Nonostante ciò Malice, madre di Drizzt, e Matrona Madre di casa Do'Urden gli dà la caccia per cercare di riacquistare il favore della dea ragno Lloth.[2]
- L'esilio di Drizzt (Sojourn): dopo aver rinnegato le proprie oscure origini e l'eterna notte del buio profondo, Drizzt giunge finalmente in superficie, dove dovrà fare i conti col retaggio della propria razza.[3]

## Edizioni
- R. A. Salvatore, Trilogia degli Elfi Scuri, Armenia Edizioni, 2005,  p. 733.